# ウインズ八幡
ウインズ八幡（ウインズやはた）は、かつて福岡県北九州市八幡東区東田にあった場外勝馬投票券発売所 (WINS) の1つである。

## 施設概要
当初は仮設の暫定施設として1993年に設置されたが、翌年に本施設として改めてオープンし、1997年7月10日に現施設へ移転した。南国のリゾートをイメージした開放的な造りで、半円形の建物と洞海湾に向かってテント屋根が設置され、250インチの大型ビジョンが設置されている。全館禁煙だが、2Fはバルコニー席、3Fはデッキ席のみ喫煙可。
- 1F インフォメーション、グッズコーナー、新聞売店、ファーストフードプラザ／ガーデンプラザ、休憩所、発売・払戻所
- 2F 自動発売所、総合インフォメーション、中華レストラン、ボードウォーク、オープンデッキ、テラス
- 3F 有人発売所、インフォメーション、映像コーナー、情報コーナー、バルコニー、テラス席

2016年7月12日、JRAは同年12月25日をもって営業を終了することを発表した。インターネット投票による馬券購入の普及などで利用客数が減少したことが影響したとみられる。

## アクセス
- JR九州スペースワールド駅から徒歩10分
- 北九州高速5号線・枝光出入口から車で1分

## 発売・払い戻し期間

### 開催日
- 発売：原則として9時20分から（前日発売は17時まで）
- 払戻：原則として9時20分から

### 非開催日
- 払戻業務のみ

開催日翌日（月曜）のみ実施される。10時から16時まで（ただし、開催日翌日が休・祝日の場合はその翌日になる）。

## 発売単位
- 全賭式100円単位。

## 周辺
- スペースワールド